# Deutsch-Neuguinea

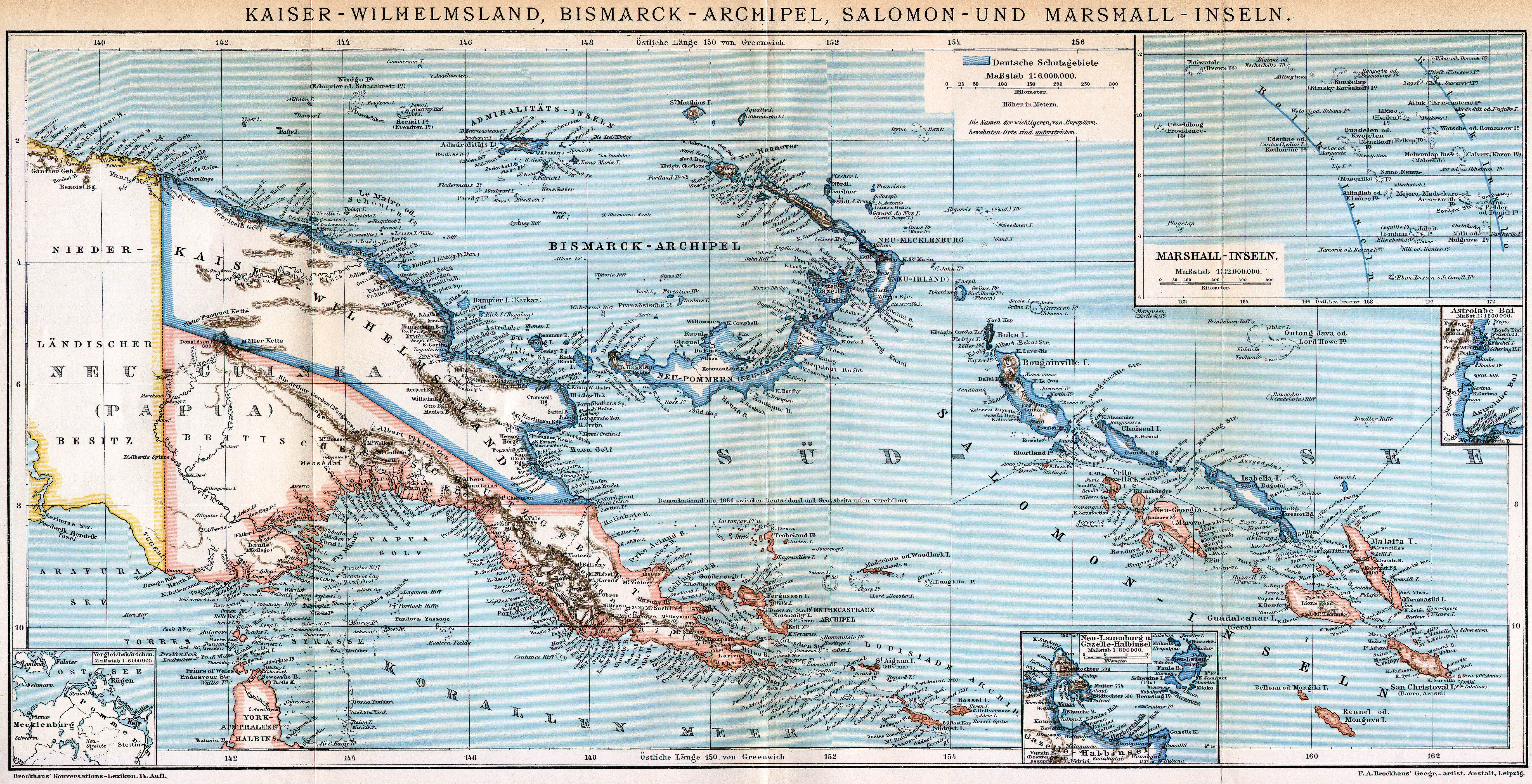
Deutsch-Neuguinea (Grenzen vor 1898)

Kolonien in Ozeanien um 1914

Unter dem Namen Deutsch-Neuguinea übernahm das Deutsche Reich 1899 das von der deutschen Neuguinea-Kompagnie verwaltete kaiserliche Schutzgebiet in Ozeanien. Deutsch-Neuguinea umfasste, abgesehen von Deutsch-Samoa, die Gesamtheit aller im Südpazifik gelegenen deutschen Kolonien bzw. „Schutzgebiete“ (die sogenannte „Deutsche Südsee“).

## Gliederung
Zu Deutsch-Neuguinea gehörten folgende Gebiete, Inseln und Inselgruppen:
- Kaiser-Wilhelms-Land auf der Insel Neuguinea
- die Inseln im Bismarck-Archipel:
  - Admiralitätsinseln
  - Französische Inseln
  - Neuhannover
  - Neulauenburg
  - Neumecklenburg
  - Neupommern
  - Westliche Inseln
- die nördlichen Salomon-Inseln
- die Karolinen (verwaltet als Ost- und Westkarolinen)
- die Nördlichen Marianen (ohne Guam)
- Palau
- Nauru
- und die Marshallinseln (1885–1906 separates Schutzgebiet)[1]

## Geschichte zur Zeit des Deutschen Kaiserreiches

### Vor- und Frühphase (1883–1885)

#### Queensland annektiert vorauseilend
Wegen eines gewachsenen Bedarfs an Plantagenarbeitern begannen in den frühen 1880er Jahren sowohl die australbritische Kolonie Queensland als auch die europäischen Grundbesitzer auf Samoa mit verstärkten Zwangsrekrutierungen von Insulanern im Neubritannien- und Salomonenarchipel. Infolge eines handelspolitischen Interessenskonflikts zwischen australbritischen und deutschen Kaufleuten reagierte die Kolonie Queensland (Australien) im April 1883 mit einer vorauseilenden Annexion aller nicht durch die Niederlande beanspruchten Landmassen Neuguineas (d. i. die Hauptinsel östlich des 141. Längengrades).

Vorauseilende Annexion Neuguineas durch die australische Kolonie Queensland, The Australian Sketcher vom 4. Juni 1883

Ohne vorherige Absprache mit dem Londoner Kolonialamt wurde am 15. März vom Queenslander Premierminister Thomas McIlwraith der Polizeimagistrat von Thursday Island, Henry Chester, nach Port Moresby entsandt. Hier hisste Chester am 4. April 1883 den Union Jack und erklärte den Osten Neuguineas zur britischen Kolonie. Nachträglich wurde ein Antrag zur Genehmigung nach London geschickt, von Kolonialminister Lord Derby aber abgelehnt. Zur Begründung erging an die Queenslander Regierung die Aufforderung, man solle sich dort (und gegebenenfalls in anderen australischen Kolonien) auf die Übernahme der Verwaltungskosten für das neue Protektorat verständigen, wonach man in London die Frage einer Flaggenhissung in Port Moresby erneut behandeln werde.

#### Deutsch-englische Gebietsabgrenzungen
Eine beiläufige Bemerkung Lord Derbys, er persönlich sehe gar keine Notwendigkeit zu einer britischen Kolonialgründung auf Neuguinea, weil es unter den anderen großen Nationalstaaten „keine fremde Macht“ gebe, die von dem Gebiet Besitz ergreifen wolle, führte in Australien zu rund sechzig Protestveranstaltungen. Im November 1883 gipfelten diese Proteste in einem Interkolonialen Konvent in Sydney, zu dessen Abschluss eine Resolution verabschiedet wurde, die von London „sofortige Schritte“ für eine Annexion Neuguineas verlangte, und zwar nun einschließlich aller südlich und nördlich vorgelagerten Inseln.
Anknüpfend an eine vertrauliche Mitteilung an den deutschen Botschafter in London, dass in Anerkennung der deutschen Wirtschaftsinteressen im Norden Neuguineas die Regierung Großbritanniens ihr Protektorat lediglich auf die Südküste und die ihr vorliegenden Inseln beschränken werde, antwortete Lord Derby auf die Resolution von Sydney ablehnend. Im September 1884 vollzog die britische Regierung aber eine Wende und teilte per Note nach Berlin mit, Großbritannien gebe den Forderungen des Sydneyer Konvents nunmehr statt und erhebe auch Gebietsansprüche auf die Nordküste Neuguineas, „vom Ostcap bis zum 145. Grad östlicher Länge“. Wegen bereits eingeleiteter Vorbereitungen für die ersten deutschen Flaggenhissungen im Inselgebiet führten diese und ihr folgende Verwicklungen zu einer Konferenz in London im Februar 1885. Auf ihr wurden die Interessenssphären beider Nationen in Ozeanien diplomatisch abgegrenzt. Festgeschrieben wurden die Ansprüche Großbritanniens auf den Süd- und Ostteil Neuguineas (→Britisch-Neuguinea), ferner die Gilbert- und Elliceinseln. Demgegenüber fielen dem Deutschen Reich das Gebiet des späteren Kaiser-Wilhelms-Lands an der Nordostküste Neuguineas zu, einschließlich der nördlich vorgelagerten Inseln, d. h. des ab 1885 so genannten Bismarck-Archipels. Samoa, Tonga, die Salomonen und die Neuen Hebriden blieben vorerst unabhängig. Kaiser-Wilhelms-Land und der Bismarck-Archipel bildeten das „alte Schutzgebiet“ Deutsch-Neuguineas, welches mit nächsten Flaggenhissungen bzw. Gebietserwerbungen um „neue“ Schutzgebiete erweitert wurde.

#### Das Südsee-Kolonialprogramm der Disconto-Gesellschaft

Adolph von Hansemann um 1862

Stellvertretend für Teile der deutschen Finanzelite hatte der Bankier Adolph von Hansemann in seiner geheimen Denkschrift Deutsche Interessen in der Südsee (September 1880) ein Programm formuliert, das die Gründung eines deutschen Südsee-Schutzgebietes unabhängig von einer demokratischen Bewilligung durch den Reichstag oder Bundesrat möglich machen sollte. Dies war unter anderem eine Reaktion auf die Haltung Bismarcks gewesen, der nach dem Fall der Samoa-Vorlage (April 1880) in der deutschen Bevölkerung nicht genügend Rückhalt sah, um ein solches Kolonialprogramm parlamentarisch auf den Weg zu bringen. Laut von Hansemann war es darum nötig, dass sich zunächst einmal „Wenige in irgend einer gesellschaftlichen Form“ vereinigten und dann auf „[eigene] Gefahr für eine nationale Sache die erforderlichen Mittel“ zur Verfügung stellten. Erst im Erfolgsfalle würde eine „große“ Gesellschaft gegründet (die spätere Neuguinea-Kompagnie), deren Aufgabe die Durchführung des eigentlichen Kolonialprogramms war.
Zweckbestimmung der zunächst zu bildenden „kleinen“ Gesellschaft war es, ausgehend von den Häfen Mioko und Makada (Duke-of-York-Inseln), die nach einer „Erwerbung“ durch Korvettenkapitän Bartholomäus von Werner im Dezember 1878 bereits als Häfen der Kaiserlichen Admiralität angesehen wurden, eine Dampferverbindung zu anderen Südsee-Inseln herzustellen und im Verein mit der Kaiserlichen Marine die Nordostküste Neuguineas mit Handels- und Kohlestationen zu besetzen. Was die Unterstützung des Reiches betraf, konnten die Betreiber des Vorprogramms sich auf Bismarcks Zusage stützen, das Reich werde, auch wenn die genannten Aktionen nun von Privatunternehmern durchgeführt würden, ihnen doch „maritimen und konsularischen Schutz“ zukommen lassen.
Als „kleine“ Gesellschaft schloss sich im Frühjahr 1884 ein Consortium zur Vorbereitung und Errichtung einer Südsee-Insel-Compagnie zusammen (verkürzt Neuguinea-Consortium), zu dessen Komitee neben Adolph von Hansemann auch Gerson von Bleichröder, der deutsche Generalkonsul in Sydney, Carl Sahl, und das Bankhaus Oppenheim jr. (Köln) zählten. Mit dem praktischen Teil der Inbesitznahmen sollte anfänglich die Firma Robertson & Hernsheim in Hamburg beauftragt werden, weil von Hansemann zugetragen worden war, dass deren Tochtergesellschaft in der Südsee, Hernsheim & Co, über die nötigen Mittel zur Durchführung verfügte. Der Firmenleiter Franz Hernsheim lehnte eine Zusammenarbeit aber ab, weil ihm das spekulative Kolonialprojekt von Hansemanns, die vereinnahmten Landmassen möglichst ohne staatlichen Aufbau wieder an freie Siedler und Unternehmer abzustoßen, moralisch und kaufmännisch unvertretbar erschien. Stattdessen wandte sich von Hansemann ab Juni 1884 der Deutschen Handels- und Plantagengesellschaft (DHPG) zu und beauftragte gleichzeitig den Bremer Ornithologen Otto Finsch mit der Zusammenstellung einer Expeditionsmannschaft. Finsch hatte in den Jahren 1880/81 auf Schiffen von Hernsheim & Co das Inselgebiet Neuguineas bereits bereist.

Der Schraubendampfer Samoa, ca. 1884, Abb. in Finschs Samoafahrten (1888)

Vom Neuguinea-Consortium wurde im Juli 1884 der australbritische Schraubendampfer Sophia Ann gekauft, der nach einer Umrüstung in Sydney in Samoa umbenannt wurde. Zur Geheimhaltung der Expedition wurde die Samoa nach den Phönix-Inseln ausklariert (11.9.), wobei die Fahrt – mit Otto Finsch als Leiter und dem Arktisfahrer Eduard Dallmann als Kapitän – angeblich rein naturwissenschaftlichen Zwecken diente. Die begleitenden Kriegsschiffe Hyäne und Elisabeth fuhren ab Sydney (2. und 16.10.) mit versiegelten Orders und die DHPG wurde, ebenfalls aus Gründen der Geheimhaltung, nur mit unbedeutenden Hilfsdiensten betraut.

#### Flaggenhissungen für „Deutsch-Neuguinea“

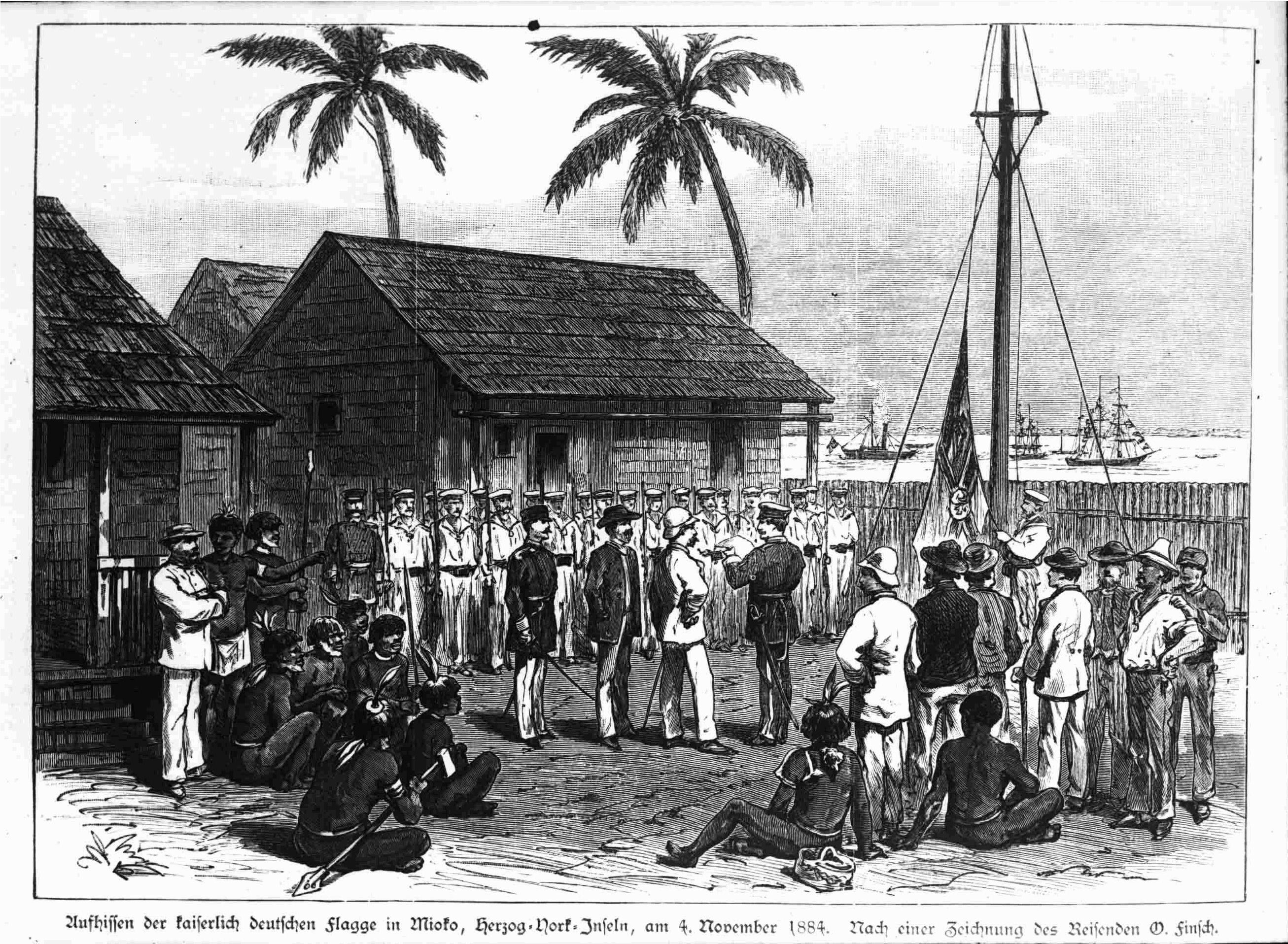
Flaggenhissung auf Mioko am 4. November 1884

Gebiet der ersten deutschen Flaggenhissungen auf der Gazelle-Halbinsel und Neu-Lauenburg (Karte von 1893)

Beim Zwischenhalt der Samoa vor Mioko (26.9.) wurde der Kaiserliche Kommissar für den Neubritannienarchipel, Gustav von Oertzen, eingeschifft. Neben ersten „Landkäufen“ Otto Finschs im Konstantinhafen und Friedrich-Wilhelmshafen (beide Astrolabebucht, Neuguinea) schloss von Oertzen mit den Küstenbewohnern „Verträge des Reichs“ ab, von denen die Papuas laut Finsch aber „noch weniger“ verstanden als von seinen eigenen Übereinkünften. Nach einer ersten Rückkehr in den Neubritannienarchipel und einem Zusammentreffen mit SMS Hyäne und SMS Elisabeth (Ankunft 21. Oktober und 1. November) hisste man am 3. November 1884 auf dem Gelände der Hauptniederlassung von Hernsheim & Co auf Matupi (Blanchebucht, Neubritannien) die Reichsflagge. Weitere Hissungen erfolgten am 4. November auf Mioko (Duke-of-York-Inseln, Hauptniederlassung der DHPG) und während der folgenden Tage auf Stationen beider Gesellschaften an den Nord- und Oststränden der Gazelle-Halbinsel. Während einer zweiten Fahrt der Samoa an die Hauptküste Neuguineas, jetzt begleitet von SMS Hyäne und Elisabeth, fanden auch hier erste Flaggenhissungen statt. Am 23./24. November wurde Finschhafen entdeckt, der Siedlungsort für die erste „Hauptstadt“ im Gebiet des späteren Deutsch-Neuguineas.
Mangels vorheriger Anmeldung in London wertete die englische Regierung die Flaggenhissungen als Affront gegen eine Kabinettserklärung aus dem Oktober. In ihr hatte es geheißen, Großbritannien werde seine Gebietsansprüche zwar doch auf die Südküste Neuguineas und die ihr vorgelagerten Inseln beschränken, dies aber ohne Präjudiz für territoriale Fragen jenseits dieser Grenzen. Nach einem Einlenken Kolonialministers Granville konnten auf der Londoner Konferenz im Februar/März 1885 die deutschen Ansprüche auf das spätere Kaiser-Wilhelmsland und den Bismarck-Archipel durchgesetzt werden.

### Erste Hauptphase (1886–1899)

#### Ausstellung einer Charta
Als Verwaltungsmodell für das neue Schutzgebiet wurde eine Charta nach Vorbild der North Borneo Company angestrebt. Die Ausstellung des Schutzbriefes an die Neuguinea-Kompagnie (Gründung: Mai 1884) verzögerte sich jedoch, da das Reichsaußenministerium zuvor ein Einverständnis mit Robertson & Hernsheim als wichtigem Wirtschaftsinteressenten im Schutzgebiet hergestellt wissen wollte. Wegen ideologischer Differenzen Adolph von Hansemanns und Franz Hernsheims (s. o.) sperrte sich die Hamburger Firmenleitung gegen eine Übernahme der Landeshoheit durch die Neuguinea-Kompagnie, welche einen Kernbestandteil der Charter bildete. Im Ergebnis konnten Robertson & Hernsheim nur unter Protest an die Neuguinea-Kompagnie angeschlossen werden.
Mit Übernahme der landeshoheitlichen Rechte durch die Neuguinea-Kompagnie (Schutzbrief vom 17. Mai 1885) konnte die Gesellschaft das Gebiet autonom verwalten, unbesiedeltes Terrain in Besitz nehmen und eigenständig Landkäufe abschließen. Das Recht, Beziehungen zu fremden Mächten zu regeln, blieb der kaiserlichen Regierung vorbehalten. Im Gegenzug übernahm die Kompagnie die Verpflichtung zur „Nutzbarmachung“ des Schutzgebiets, d. h. zur Auffindung brauchbarer Häfen, einer Erkundung des Landesinneren, zur Anlage von Versorgungsdepots sowie zur Errichtung geordneter Rechtsverhältnisse und der Heranziehung von Ansiedlern. Diese Leistungen hatte die Kompagnie eigen- bzw. privatfinanziert zu erbringen, d. h. ohne Zuschüsse aus der Reichskasse.
Zur Ausübung der Verwaltung wurden bis Mai 1888 sogenannte Kompagniebeamte eingesetzt, die den Handels- und Plantagenbau-Niederlassungen der Neuguinea-Kompagnie vorstanden, als Zoll- und Steuerbeamte fungierten und richterliche Funktionen versahen. Höchster Beamter im Schutzgebiet war der Landeshauptmann.

#### Management der Neuguinea-Kompagnie

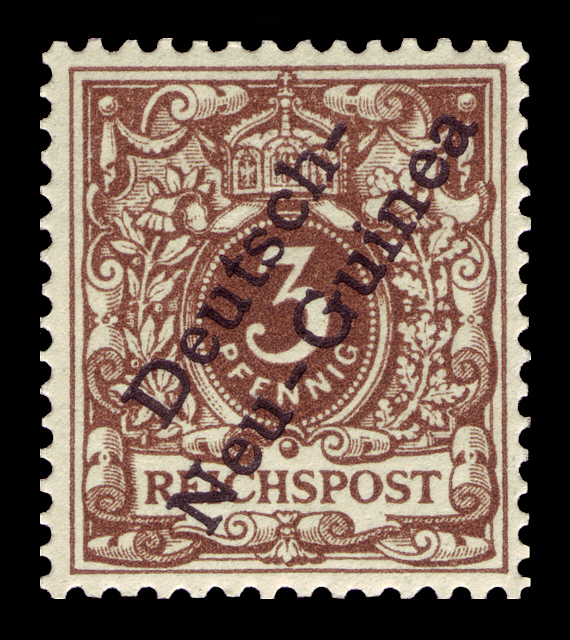
Briefmarke mit dem Aufdruck Deutsch-Neu-Guinea

Im Frühjahr 1888 versank bei einem Vulkanausbruch ein großer Teil der vorgelagerten Ritter-Insel. Durch einen darauf folgenden Tsunami fanden über 3.000 Menschen den Tod. Unter den Opfern befanden sich auch die deutschen Forscher von Below und Carl Hunstein, die geeignete Orte für Kaffeeplantagen suchten.
Die nächste Katastrophe folgte im Jahre 1891, als Neu-Guineas Hauptstadt Finschhafen aufgrund einer Malariaepidemie aufgegeben werden musste. 1901 wurde Finschhafen allerdings wieder neu begründet.
Ab September 1897 wurden damals gültige Postwertzeichen der deutschen Reichspost (Krone/Adler-Ausgabe) mit dem Aufdruck Deutsch-Neu-Guinea versehen, womit die Kolonie ihre ersten eigenen Briefmarken erhielt.

### Zweite Hauptphase (1900–1914)

#### Übernahme und Entwicklung durch das Deutsche Reich

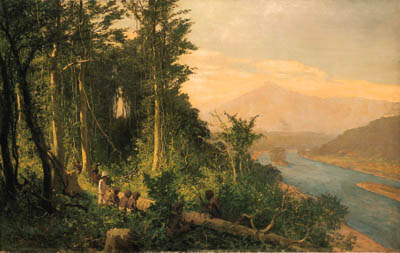
So stellte sich Rudolf Hellgrewe die Kautschuk-Gewinnung in Deutsch-Neuguinea vor.

Wegen drohender Insolvenz der Neuguinea-Kompagnie war das Deutsche Reich gezwungen, am 7. Oktober 1898 die Hoheitsrechte für die Kolonie Kaiser-Wilhelms-Land zurückzukaufen. Ab dem Jahr 1899 verwaltete das Kaiserreich die Kolonien als Teil von Deutsch-Neuguinea. An die Stelle des früheren Landeshauptmanns trat der kaiserliche Gouverneur. Dieser hatte seinen Sitz in Herbertshöhe (Kokopo) auf der Gazelle-Halbinsel im Bismarck-Archipel. Dadurch verlor Friedrich-Wilhelmshafen (Madang) seine Stellung als Verwaltungshauptstadt.
Von der direkten Verwaltung versprach sich die Reichsregierung unter anderem eine Stabilisierung der Wirtschaft. Die Hauptausfuhr der Kolonie bestand jedoch weiterhin aus Naturprodukten wie Kautschuk, Kopra und Steinnüssen. Vor allem Kokospalmen wurden auf Plantagen angebaut. Dazu holten die deutschen Kolonialisten vermehrt chinesische und malaiische Arbeitskräfte nach Neuguinea. Für den Bergbau spielten nur Phosphate eine nennenswerte Rolle, die auf den Inseln Nauru und dem später erworbenen Angaur abgebaut wurden. Eingeführt wurden unter anderem Körner- und Hülsenfrüchte, Metallwaren, Bau- und Nutzholz sowie tierische Produkte.

#### Erweiterung und Erschließung des Kolonialgebiets

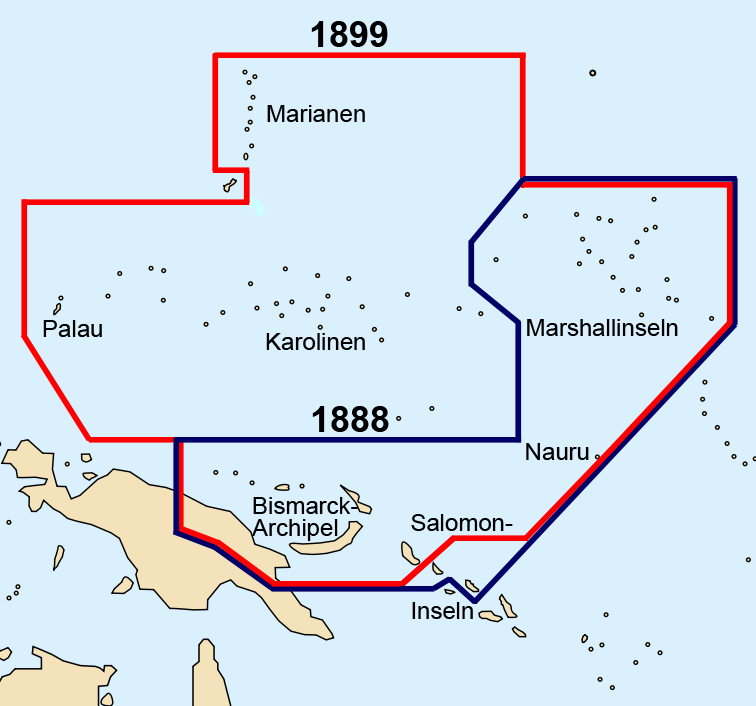
Grenzen der deutschen Südseegebiete 1888 (blau) und 1899 (rot)

Nachdem das Deutsche Reich im Karolinenstreit von 1885 zunächst unterlegen war, erwarb es im Deutsch-Spanischen Vertrag von 1899 die Karolinen- und Palau-Inseln sowie die nördlichen Marianen von Spanien. Der Kaufpreis betrug 25 Millionen Pesetas (knapp 17 Millionen Mark). Damit vergrößerte sich Deutsch-Neuguinea nach Norden und Westen. Mit dem Samoa-Vertrag von 1899 wurden unter anderem Gebietsstreitigkeiten um die Salomonen beigelegt.
Durch das Deutsch-Britische Abkommen von April 1886 war Nauru eher zufällig ins Blickfeld deutscher Kolonialpolitik geraten. In der Zeit zwischen 1878 und 1888 kam es zu größeren Konflikten durch eingeführte Schusswaffen. Im Mai 1887 bat ein deutscher Händler beim Landeshauptmann in Jaluit um eine (militärische) Beendigung des Konflikts. Das Deutsche Reich widmete daraufhin vermehrt sein Interesse dieser Insel. Im Oktober 1887 erfolgte durch den Reichskanzler die Erklärung zum Protektorat (16. April 1888) in Verbindung mit einem Schusswaffenverbot. Am Tag des 2. Oktober 1888 landete der Kaiserliche Kommissar von Jaluit Franz Sonnenschein mit einer kleinen Truppe auf Nauru und hisste die deutsche Flagge. Er setzte das Waffenverbot durch und konfiszierte 765 Schusswaffen bei einer Bevölkerung von damals nur 1008 Erwachsenen und 286 Kindern.
1905 wurde auf Veranlassung der Deutschen Kolonialgesellschaft eine Volkszählung und -einordnung unternommen, deren Ergebnis im Deutschen Kolonialatlas 1906 veröffentlicht wurde. In Anbetracht einiger fehlender Angaben und Unsicherheiten kann die damalige Bevölkerung Deutsch-Neuguineas vorsichtig auf etwa 200.000 Einheimische und 1.100 Europäer, darunter etwa 700 Deutsche, geschätzt werden, wobei die Gruppe der gemischten Bevölkerung außer Acht gelassen wird.
Von 1910 bis zum Ersten Weltkrieg fand die Kolonialregierung Deutsch-Neuguineas ihren festen Platz in Rabaul. Am 6. August 1914 wurde der Sitz des Gouverneurs dann kriegsbedingt für einige Wochen zu einem Erholungsheim nach Toma verlegt, etwa 12–15 Kilometer landeinwärts von Herbertshöhe (Kokopo).

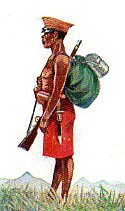
Polizeisoldat der Polizeitruppe Deutsch-Neuguinea um 1910, feldmarschmäßig in Sommeruniform. Zeitgenössische Darstellung auf einem Zigarettenbild.

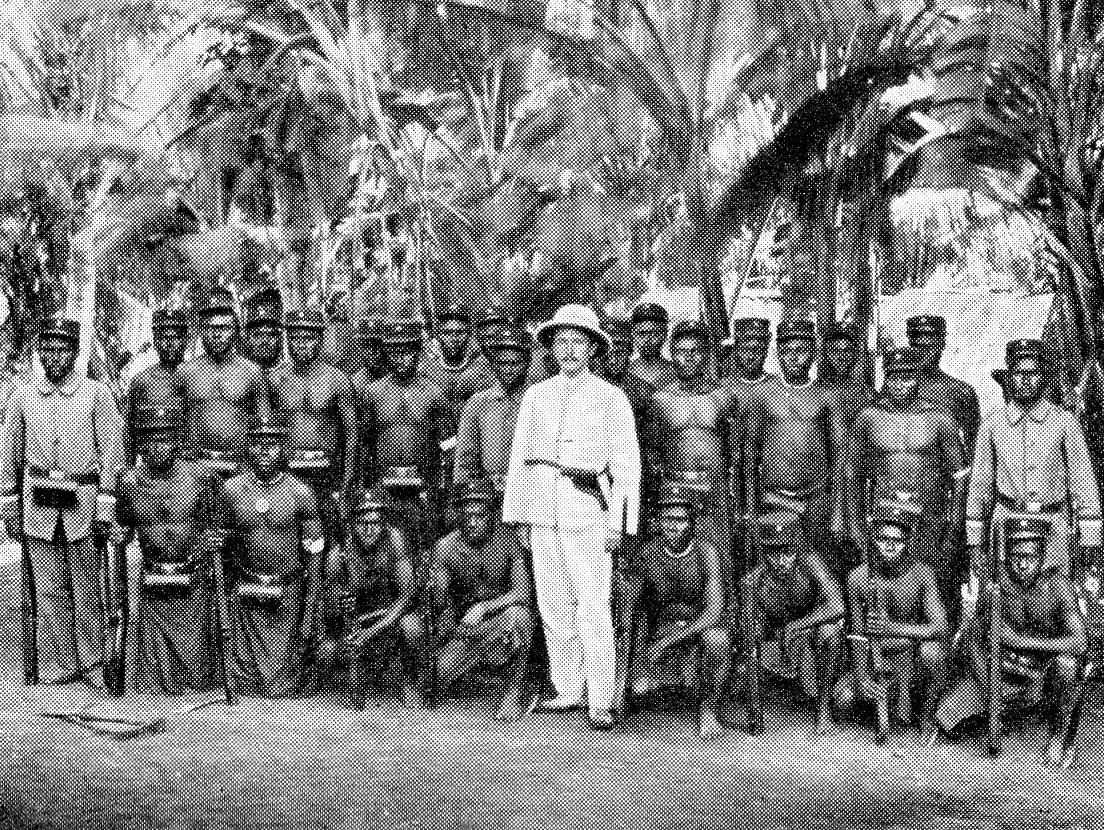
Dr. Heinrich Schnee, Herbertshöhe (heute Kopoko), Deutsch-Neuguinea 1900, mit Angehörigen der Polizeitruppe Neuguinea. Aufnahme durch Leutnant zur See Max Fleck (1874-1942), SMS SEEADLER.

1911 wurde der Aufstand der Sokehs in den Karolinen durch deutsche Marinesoldaten und durch die Polizeitruppe Deutsch-Neuguinea gewaltsam niedergeschlagen.
Die Gesamtfläche Deutsch-Neuguineas betrug ca. 240.000 km². Bei der einzigen kompletten Volkszählung 1912 wurden 478.843 Indigene und 772 deutsche Einwohner gezählt.
Aufgrund der Insellage bildeten die Schifffahrtslinien die wesentliche Verkehrsanbindung von und nach Deutsch-Neuguinea. Die Hauptlinien waren die Austral-Japan-Linie und die Neuguinea-Singapore-Linie (beide Norddeutscher Lloyd) sowie eine Reichspostdampfer-Linie der Jaluit-Gesellschaft. Die Überfahrt per Schiff von Europa nach Deutsch-Neuguinea dauerte durchschnittlich sechs Wochen. Über die Transsibirische Eisenbahn verkürzte sich die Reisezeit unter günstigen Bedingungen um 35 Tage. Langwierig waren auch die Reisen innerhalb des weit verstreuten Inselgebiets, die bis zu 60 Tage in Anspruch nehmen konnten. Die internationalen Schiffsverbindungen wurden in der Kolonie durch Küsten- und Regierungsdampfer – wie die 1909 verschollene Seestern – unterstützt. In Deutsch-Neuguinea bestand kein Eisenbahnnetz, es waren nur kurze Feldbahnen vorhanden (z. B. bei Stephansort sowie auf den Phosphatinseln Angaur und Nauru). Der Inlandverkehr auf den Inseln vollzog sich zu Fuß, per Pferd oder Wagen. Dazu wurden Straßen angelegt, die zum Teil bereits für Autos befahrbar waren. Bezüglich des Nachrichtenverkehrs waren nur die Yap-Inseln per Kabel an das Welttelegrafennetz angeschlossen. Auf Yap, Nauru sowie bei Rabaul wurden Großfunkstationen des deutschen Kolonialfunknetzes für drahtlose Telegrafie eingerichtet. Eine kleinere Funkstation bestand auf Angaur.

## Erster Weltkrieg (1914–1918)

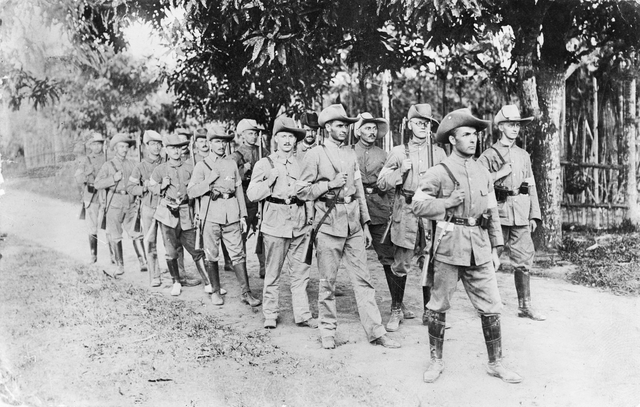
Deutsche Reservisten bei Kriegsbeginn in Deutsch-Neuguinea, Fotografie von 1914

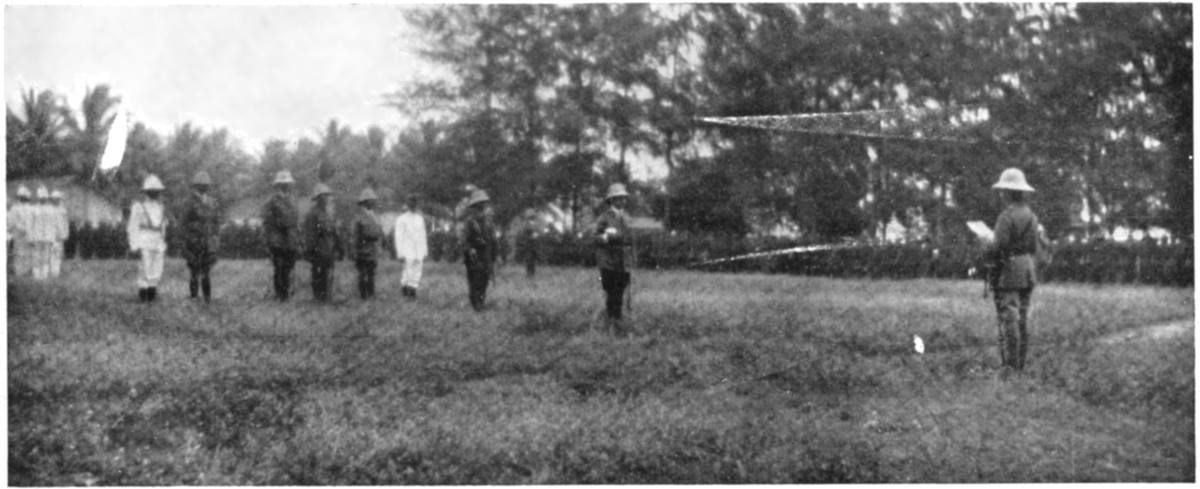
Deutsche Kapitulation gegenüber australischen Streitkräften in Rabaul, Fotografie von 1914

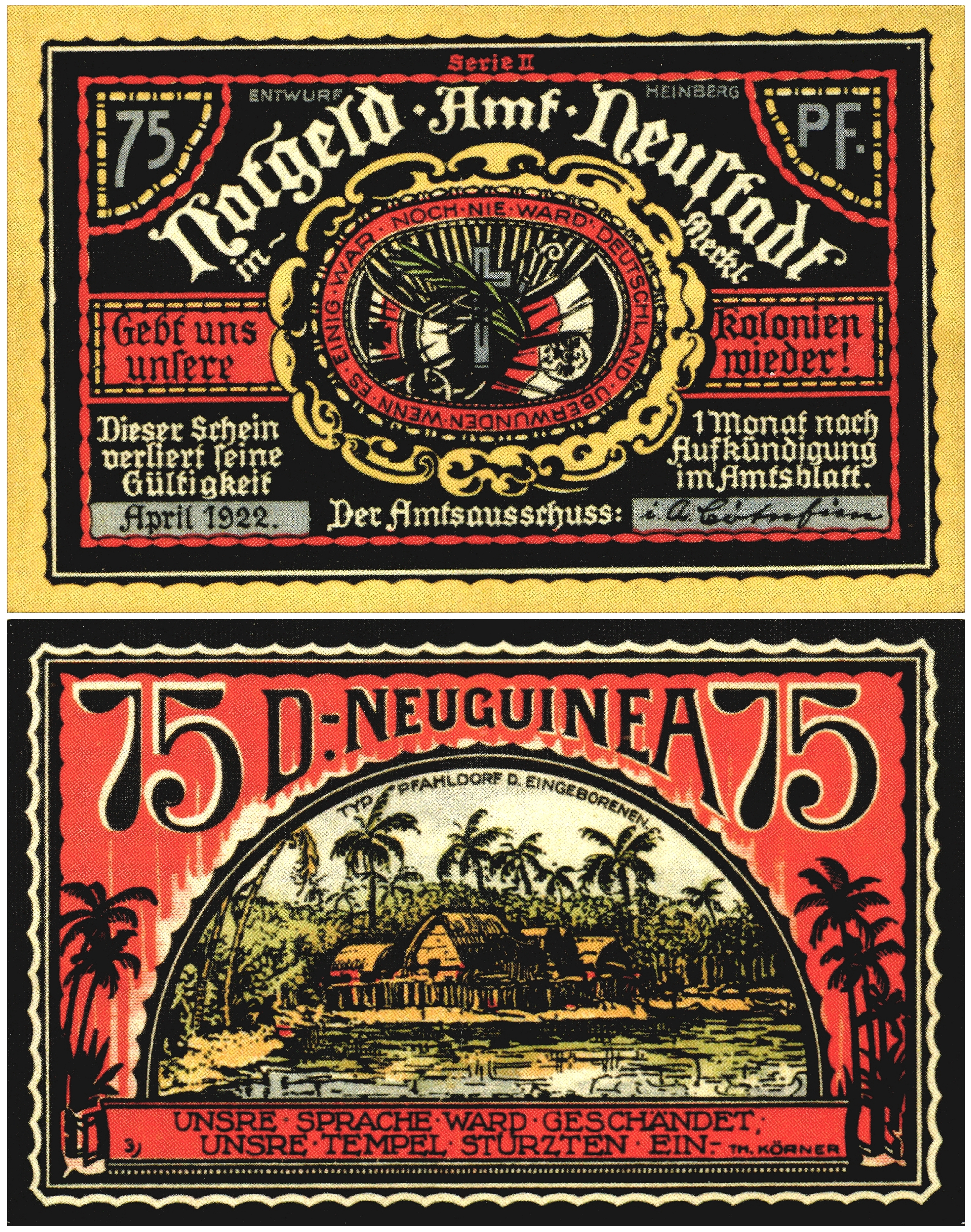
Notgeldschein von 1922, in dessen Text der Verlust der deutschen Kolonie beklagt wird.

Zu Beginn des Ersten Weltkrieges besetzten australische Truppen der Australian Naval and Military Expeditionary Force ab August 1914 das Kaiser-Wilhelms-Land, Bismarck-Archipel, Salomonen-Inseln und Nauru, während die Marianen, Karolinen, Palau und Marshallinseln fast kampflos den japanischen Einheiten übergeben wurden. Höhepunkt war die Besetzung der Funkstation Bita Paka bei Rabaul durch australische Einheiten im September 1914. Die Invasion endete mit der Einnahme Rabauls durch über 3000 australische Soldaten. In der Provinz Morobe versteckte sich der deutsche Hauptmann Hermann Detzner mit wenigen Mann im Busch und kapitulierte erst im November 1918.
Die Ausweisung der deutschen Siedler erfolgte in Stufen:
1. Etwa 110 Beamte und Angestellte des öffentlichen Dienstes wurden zwischen 22. September und 11. Mai 1915 in die Heimat zurückgesandt, nachdem sie einige Zeit im Gefängnis Darlinghurst und Konzentrationslager Liverpool verbracht hatten. Die Rückreise der ersten erfolgte über Amerika mit den Schiffen Sonoma (16. Januar 1915) und Ventura (13. Februar 1915).
2. Ca. 95 deutsche Zivilisten wurden 1914/15 in die German Concentration Camps in Liverpool City, Trial Bay oder Berrima (NSW) auf dem australischen Festland gebracht und bis 1919/20 interniert.
3. Die verbleibenden etwa 180 deutschen Siedler wurden zwischen 1920 und 1922 vertrieben. Einige wenige blieben, meist als Goldsucher.

Sämtliche Deutsche wurden nach dem Krieg durch die Expropriation ordinances ab 1921 formal enteignet, auch bereits verstorbene oder deportierte. Nicht mit Samoanerinnen verheiratete Deutsche, die bleiben durften, verarmten. Erst ab 1926 durften sie Besuche empfangen, der Schriftverkehr mit der Heimat war unterbunden. Einige wenige Kolonisten kehrten ab 1928 zurück. Eine Entschädigung wurde von Australien nie gewährt.

## Jüngste Geschichte (1920 bis heute)
Australien erhielt eine Mandatsverwaltung über Deutsch-Neuguinea (Territorium Neuguinea), 1949 wurde das Gebiet mit dem ehemaligen Britisch-Neuguinea, ebenfalls unter australischem Mandat (Territorium Papua) zum Territorium Papua und Neuguinea vereinigt. 1975 wurde das Territorium Papua und Neuguinea als Teil von Papua-Neuguinea in die Unabhängigkeit entlassen.
Nach dem Zweiten Weltkrieg kamen die japanischen Völkerbundmandate unter US-amerikanische Treuhänderschaft. Ab 1945 wurden auf den Marshallinseln Bikini und Eniwetok Atombombentests durchgeführt. Mit der Zeit wurden die Inseln in die Unabhängigkeit entlassen:
- 1968: Nauru
- 1975: Kaiser-Wilhelms-Land, Bismarck-Archipel, Bougainville, Neupommern, Neuhannover und Neumecklenburg als Teil Papua-Neuguineas
- 1986: Karolinen als Teil Mikronesiens und Marshallinseln
- 1994: Palau

Die Marianen sind seit 1945 bis heute Teil der USA, besitzen jedoch seit 1986 eine gewisse Autonomie.

## Geplante Symbole für Deutsch-Neuguinea
Im Jahr 1914 wurde ein Wappen sowie eine Flagge für Deutsch-Neuguinea entworfen, jedoch aufgrund des Kriegsbeginns nicht mehr eingeführt.

Entwurf für eine geplante Flagge
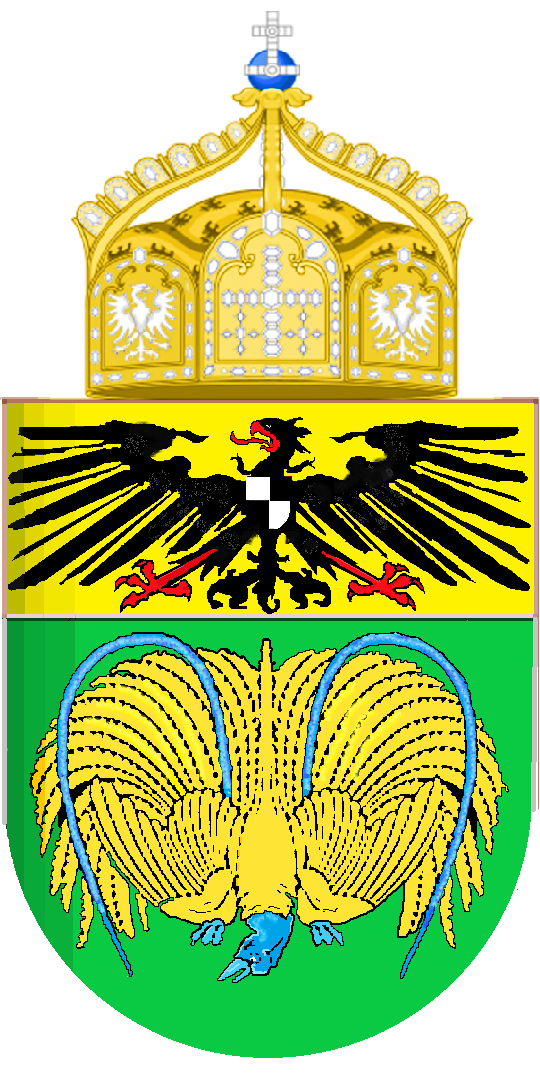
Geplantes Wappen

## Ehemalige deutsche Insel- und Ortsnamen (Auswahl)
- Adolfhafen oder Adolphhafen: Morobe
- Eschscholtzinseln: Bikini-Atoll
- Friedrich-Wilhelmshafen: Madang
- Graf Heyden-Inseln: Likiep-Atoll
- Herbertshöhe: Kokopo
- Neuhannover: Lavongai
- Neujahrsinseln: Mejit
- Neulauenburg: Duke-of-York-Inseln
- Neumecklenburg: New Ireland
- Neupommern: New Britain
- Simpsonhafen: Rabaul

## Siehe auch

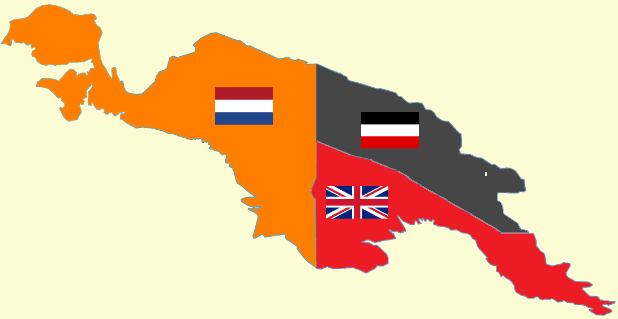
Politische Karte Neuguineas von 1884 bis 1920: Niederländisch-Neuguinea (links), Kaiser-Wilhelms-Land bzw. Territorium Neuguinea (rechts oben) und Britisch-Neuguinea bzw. Territorium Papua (rechts unten)